# 新宾满族自治县
新宾满族自治县，是辽宁省抚顺市下辖的一个自治县，旧称兴京，总面积4432平方公里。縣人民政府駐新賓鎮。

## 地理
地處長白山脈。年均降水量769.6毫米，年均溫4.7℃。礦藏有煤炭、金、銀、銅、鉛等。

## 人口
根据辽宁省抚顺市第七次全国人口普查公报显示：新宾县常住人口为217259人，男性人口占比50.42%，女性人口占比49.58%，年龄结构中0-14岁占比10.72%，15-59岁占比61.35%，60岁以上占比27.93%，65岁以上占比19%。

## 行政区划
新宾满族自治县下辖9个镇、6个乡：
新宾镇、旺清门镇、永陵镇、平顶山镇、大四平镇、苇子峪镇、木奇镇、上夹河镇、南杂木镇、红升乡、响水河子乡、红庙子乡、北四平乡、榆树乡和下夹河乡。

## 交通
- 230国道过境。
- 建设中的沈白客运专线经过该县并设新宾站。

## 歷史

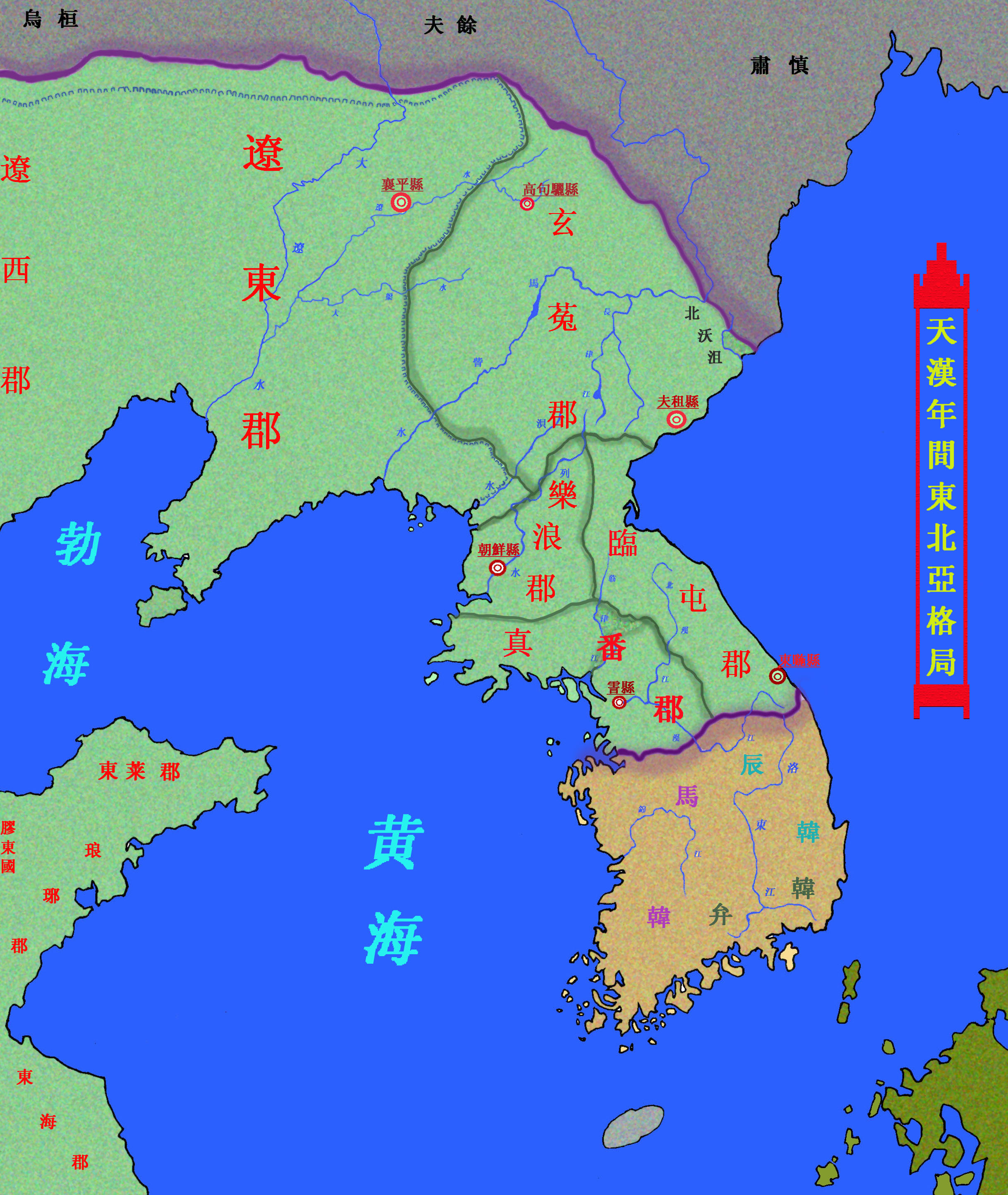
汉朝郡治高句丽

新宾县老城曾是汉朝玄菟郡郡治高句骊县所在地，而永陵镇老城村则是原赫图阿拉城，是努尔哈赤出生地，也是清朝的发祥地。

## 景點
- 清永陵，聯合國教科文組織認定的世界遺產。

## 特产
抚顺哈什蚂：中国地理标志产品。